# Tureccy arcymistrzowie szachowi
Lista tureckich szachistów, posiadających tytuły arcymistrzów (GM) i arcymistrzyń (WGM), zarówno w grze klasycznej, korespondencyjnej, kompozycji szachowej, jak i w rozwiązywaniu zadań szachowych oraz tytuły arcymistrzów honorowych (HGM), przyznawanych za osiągnięcia w przeszłości. Obejmuje także zawodników, którzy barwy Turcji reprezentowali tylko w pewnym okresie swojego życia.

## Szachy klasyczne

### arcymistrzowie
| Zawodnicy           | Rok urodzenia | Rok śmierci | Rok nadania | Uwagi                                       |
| ------------------- | ------------- | ----------- | ----------- | ------------------------------------------- |
| Cəmil Agamalıyev    | 1974          |             | 2002        | wcześniej Azerbejdżan                       |
| Suat Atalık         | 1964          |             | 1994        |                                             |
| Emre Can            | 1990          |             | 2010        |                                             |
| Barış Esen          | 1986          |             | 2010        |                                             |
| Michaił Gurewicz    | 1959          |             | 1986        | wcześniej ZSRR i Belgia                     |
| Kıvanç Haznedaroğlu | 1981          |             | 2009        |                                             |
| Ołeksandr Ipatow    | 1993          |             | 2011        | pochodzenie ukraińskie, wcześniej Hiszpania |
| Dragan Šolak        | 1980          |             | 2001        | wcześniej Serbia                            |
| Mustafa Yılmaz      | 1992          |             | 2012        |                                             |

### arcymistrzynie
| Zawodniczki        | Rok urodzenia | Rok śmierci | Rok nadania | Uwagi                                                             |
| ------------------ | ------------- | ----------- | ----------- | ----------------------------------------------------------------- |
| Ekaterina Atalık   | 1982          |             | 2001        | z domu Połownikowa, pochodzenie rosyjskie, +mistrz międzynarodowy |
| Kübra Öztürk       | 1991          |             | 2012        |                                                                   |
| Betül Cemre Yıldız | 1989          |             | 2012        |                                                                   |

## Szachy korespondencyjne

### arcymistrzowie
| Zawodnicy     | Rok urodzenia | Rok śmierci | Rok nadania | Uwagi           |
| ------------- | ------------- | ----------- | ----------- | --------------- |
| Tansel Turgut | ?             |             | 2008        |                 |
| Tunç Hamarat  | 1946          |             | 1997        | obecnie Austria |